# Evaluación continua
Evaluación continua es una forma de entender la evaluación educativa.  Es un tipo de evaluación que se debe llevar a cabo durante todas las etapas de aprendizaje del estudiante. Esta se entiende como un proceso fundamental para la enseñanza que aumenta la probabilidad de que  sea efectiva para el aprendizaje de los estudiantes. La evaluación continua permite al profesor manejar las diferencias entre los alumnos en una sala de clases, y por lo tanto también se entiende como una práctica inclusiva.
La evaluación continua incluye la evaluación de tipo diagnóstico, formativa y sumativa. Esta evaluación exige que los profesores no solo "evalúen al final del proceso de aprendizaje la asimilación de conocimientos y el desarrollo de competencias por parte de los estudiantes, sino que, a lo largo del curso deben proponer una cierta periodicidad actividades, de carácter evaluable, que faciliten la asimilación y el desarrollo progresivos de los contenidos de la materia y de las competencias que deben alcanzarse, respectivamente. De esta forma, la evaluación se convierte en continua o progresiva, y el profesor puede realizar un mayor y mejor seguimiento del progreso en el aprendizaje del estudiante".
La evaluación continua permite proporcionar retroalimentación de los conocimientos adquiridos en un pequeño periodo de tiempo, de manera que el alumno pueda ir centrando su aprendizaje en las áreas de oportunidad, aumentando la posibilidad de aprobación, aunque esto también puede generar en el estudiante ansiedad y actitud positiva o negativa según las notas que va obteniendo. Amplía el concepto de “evaluación formativa” porque la posiciona como una evaluación para el aprendizaje . Es decir, que va más allá de pensar en evaluar lo aprendido por los y las estudiantes sino que además suma a evaluar la enseñanza de los y las docentes en este mismo proceso.  
De este modo la evaluación continua se transforma en una oportunidad para la enseñanza y el aprendizaje.

## Ciclo de evaluación
Para que realmente exista una evaluación continua en la sala de clases es necesario que los profesores planifiquen sus unidades de aprendizaje, pero que al mismo tiempo la modifiquen clase a clase tomando en cuenta los aprendizajes obtenidos por los estudiantes. Para esto los docentes deben seguir los siguientes pasos de un ciclo de evaluación:

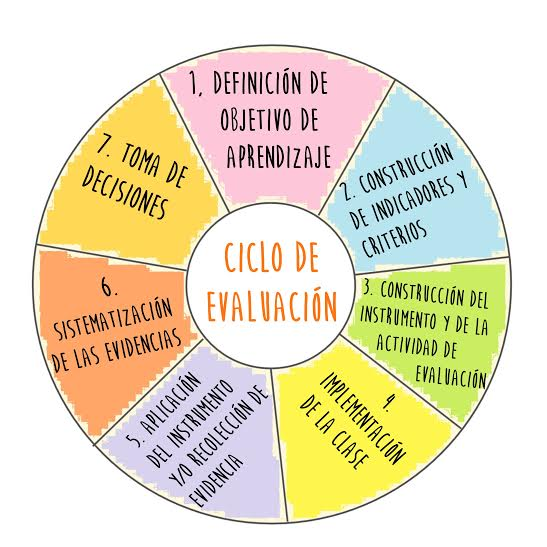
Ciclo de evaluación para un efectivo proceso de enseñanza-aprendizaje.

1. Definición de objetivo de aprendizaje: establecer un objetivo de aprendizaje tomando en cuenta los conocimientos previos de los estudiantes evidenciados en una evaluación dignóstica previa.
2. Construcción de indicadores y criterios: estos indicadores y criterios deben guiarse por el objetivo de aprendizaje establecido anteriormente y deben ser observables. El nivel de logro de los indicadores establecerá el cumplimiento o no del objetivo de aprendizaje propuesto.
3. Construcción del instrumento y de la actividad de evaluación: evaluar, elegir y modificar tareas y textos en función de una meta de aprendizaje específica. El instrumento debe evaluar la actividad planificada y debe cumplir con los indicadores y criterios propuestos anteriormente.
4. Implementación de la clase: realizar la clase aplicando la actividad de evaluación diseñada para ella. De esta forma se evalúan los aprendizajes de la clase implementada y se generan evidencias observables del nivel de logro de los indicadores de evaluación propuestos.
5. Aplicación del instrumento y/o recolección de evidencias de aprendizaje: recoger las evidencias de aprendizaje de los estudiantes y aplicar el instrumento diseñado, el cual nos permitirá sistematizar el nivel de logro según indicador de los estudiantes.
6. Sistematización de las evidencias: sistematizar todas las evidencias recogidas en tablas y analizar los resultados.
7. Toma de decisiones: a partir de los resultados analizados y del nivel de logro de los indicadores alcanzado, tomar decisiones en relación con la planificación y adecuar los objetivos de aprendizaje según las necesidades observadas en las evidencias.[7]

## La evaluación continua en España
Desde la Ley General de Educación de 1970 (la cuidadosa evaluación del rendimiento escolar ... y la racionalización de múltiples aspectos del proceso educativo, que evitará la subordinación del mismo al éxito en los exámenes) se introdujo en España el concepto educativo progresista denominado "evaluación continua". Concepto superviviente a cuatro décadas de reformas y contrarreformas educativas (LOGSE -1990-, LOCE -2002-), sigue estando en vigor en la legislación actual (LOE -2006-) en todos los niveles educativos, con algunos matices:

La evaluación de los procesos de aprendizaje del alumnado será continua y global y tendrá en cuenta su progreso en el conjunto de las áreas (Primaria). La evaluación del proceso de aprendizaje del alumnado de la educación secundaria obligatoria será continua y diferenciada según las distintas materias del currículo. Las decisiones sobre la promoción del alumnado de un curso a otro, dentro de la etapa, serán adoptadas de forma colegiada por el conjunto de profesores del alumno respectivo (ESO). La evaluación del aprendizaje de los alumnos será continua y diferenciada según las distintas materias. El profesor de cada materia decidirá, al término del curso, si el alumno ha superado los objetivos de la misma (Bachillerato).

También las nuevas enseñanzas universitarias del denominado "Proceso de Bolonia", se someten a evaluación continua:

Bolonia ha clausurado el sistema de examen del alumno basado en pruebas regulares de asimilación de conocimientos. Asumiendo el papel de orientador, el profesor debe ahora evaluar el proceso de aprendizaje del estudiante, no para sancionar sus resultados meramente, sino para ayudarle a cumplir objetivos mediante un seguimiento continuo de su trabajo. Además, el nuevo sistema pretende más verificar competencias (en el sentido de “demostrar ser competente para algo”) obtenidas por el propio estudiante en cada materia. Así, aunque puedan darse exámenes finales, no serán los únicos métodos de evaluación existentes. Predominarán los procedimientos destinados a facilitar el seguimiento del aprendizaje del estudiante durante su vida universitaria: Pruebas objetivas (verdadero/falso, elección múltiple, emparejamiento de elementos...). Pruebas de respuesta breve. Pruebas de respuesta larga, de desarrollo. Pruebas orales (individuales, en grupo, presentación de temas o trabajos, etc.). Trabajos y proyectos. Informes/memorias de prácticas. Pruebas de ejecución de tareas reales o simuladas. Sistemas de autoevaluación (oral, escrita, individual, en grupo). Escalas de actitudes. Técnicas de observación.

Lo que sea "evaluación continua" es un asunto poco claro, hecho que se reconoce desde la propia doctrina justificadora de tal sistema. Se entiende "evaluación continua" como 

... la modalidad de evaluación que se realiza a lo largo de todo el proceso de enseñanza-aprendizaje, con el fin de permitir que se reoriente el mismo y se introduzcan los necesarios reajustes, en función de las informaciones que la aplicación de la propia evaluación va suministrando. La evaluación continua, por tanto, se inicia con la evaluación inicial, continúa a lo largo de todo el proceso, y concluye con la evaluación final. (...) Para llevar a cabo la evaluación satisfactoriamente es imprescindible elaborar previamente los criterios de evaluación que se tendrán como referencia. Estos criterios aparecen en los Diseños Curriculares referidos a los objetivos generales, expresados en términos de capacidades y permiten la evaluación de los citados objetivos, al relacionar dichas capacidades con contenidos concretos y establecer un nivel y un grado de aprendizaje.

## Evaluación continua en India
El Central Board of Secondary Education in India plantea la continuous and comprehensive evaluation (evaluación continua y comprensiva).

## Evaluación continua en Dinamarca
La folkeskole incluye el principio de evaluación continua.